# رهوة القرة (حالمين)

تعديل مصدري - تعديل

رهوة القرة هي إحدى قرى عزلة حبيل الريدة بمديرية حالمين التابعة لمحافظة لحج، بلغ تعداد سكانها 45 نسمة حسب تعداد اليمن لعام 2004.